# Sette lagnanze
Le Sette lagnanze (mancese: ᠨᠠᡩᠠᠨ
ᡴᠣᡵᠣ nadan koro; Qī Dà HènP) fu un manifesto pubblicato da Nurhaci il tredicesimo giorno del quarto mese lunare del terzo anno dell'era Tianming (7 maggio 1618). Esso era una vera e propria dichiarazione di guerra contro la dinastia Ming.
Le sette lagnanze erano:
1. I Ming hanno ucciso il padre e il nonno di Nurhaci senza alcuna ragione;
2. I Ming hanno soppresso il clan Jianzhou e favorito Yehe e Hada;
3. I Ming hanno violato gli accordi territoriali con Nurhaci;
4. I Ming hanno inviato truppe per proteggere Yehe contro Jianzhou;
5. I Ming hanno sostenuto Yehe disattendendo le promesse fatte a Nurhaci;
6. I Ming hanno costretto Nurhaci a lasciare le terre di Chaihe, Sancha e Fuan;
7. Shang Bozhi, ufficiale del Ming, ha abusato del suo potere e ha calpestato la gente.

Dopo l'annuncio delle "Sette lagnanze", iniziò l'attacco a Fushun. I disertori Han giocarono un ruolo molto importante nella conquista della Cina da parte dei Qing. I generali cinesi Han che disertarono verso i Manciù avevano spesso in sposa donne della famiglia imperiale Aisin Gioro mentre i soldati semplici che disertavano venivano spesso dati come mariti a donne manciù non reali. Il capo dei manciù, Nurhaci, fece sposare una delle sue nipoti con il generale Ming Li Yongfang 李永芳 | 李永芳 dopo che si era arreso a Fushun nel Liaoning nel 1618. La progenie di Li ricevette il titolo ereditario di "Visconte di terza classe" (sān děng zǐjuéP). Un anno dopo, per rappresaglia, una forza punitiva Ming di circa 100.000 uomini, che comprendeva truppe Coreane e Yehe, si avvicinò ai manciù di Nurhaci secondo quattro diverse direttive. I manciù ottennero vittorie consecutive, la più famosa delle quali vicino alla città di Sarhu. La dinastia Ming era fiaccata da una combinazione di conflitti interni e costanti molestie da parte dei manciù.
Il 26 maggio 1644, Pechino venne conquistata da un esercito di ribelli contadini guidato da Li Zicheng. Durante il tumulto, l'ultimo imperatore si impiccò ad un albero del giardino imperiale al di fuori della Città Proibita. I manciù si allearono quindi con il generale Ming Wu Sangui e presero il controllo di Pechino rovesciando la dinastia Shun di Li Zicheng e fondando in Cina la dinastia Qing.